# Aussie
Aussie는 오스트레일리아 또는 오스트레일리아인을 가리키는 속어로, 형용사, 명사, 고유명사로도 사용된다.

## 발음
오스트레일리아, 뉴질랜드, 남아프리카 공화국, 영국, 아일랜드에서는 오지 (/ˈɒzi/)라고 발음하지만, 미국과 캐나다에서는 아시 (/ˈɔːsi/) 정도로 발음한다.

## 같이 보기
- 키위 (별명)
- 영국인
- 양키